# 劳伦斯·豪斯曼
劳伦斯·豪斯曼（Laurence Housman /ˈhaʊsmən/；1865年7月18日—1959年2月20日）是一位英国剧作家、作家和插画家，活跃于1890年代至1950年代，是一位多产的作家，出版了大约一百部作品，涵盖宣传册、儿童文学等各种题材。

## 早年
劳伦斯·豪斯曼出生于伍斯特郡的布羅姆斯格羅夫，是A·E·豪斯曼的弟弟。在大哥的影响下，豪斯曼从小就热衷于诗歌戏剧。
其父去世后，家境中落，豪斯曼和他的兄弟们靠奖学金就读布罗姆斯格罗夫学校（Bromsgrove School）。1882年，他还和妹妹克莱门斯就读当地的艺术班。1883年，他和兄弟们每人分得200英镑遗产，他们用这笔遗产前往伦敦的兰贝斯艺术学院和皇家艺术学院学习艺术。

## 插画
他开始与伦敦出版商合作，为乔治·梅瑞狄斯的《Jump to Glory Jane》（1892）、约纳斯·李的《怪诞故事》（1892）、克里斯蒂娜·罗塞蒂的《精靈市場》（1893)、简·巴洛的《The End of Elfintown》（1896）等作品绘制新艺术运动风格插画。期间，他还创作并出版了几本诗集和多首赞美诗、颂歌。

## 写作

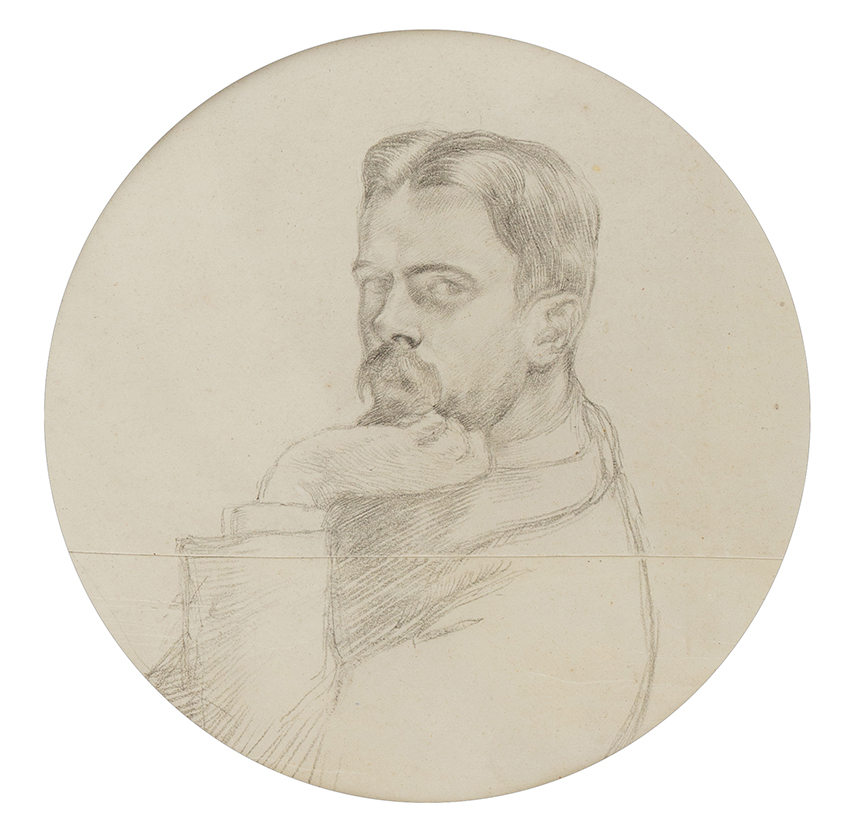
威廉·罗森斯坦为他绘制的肖像

他因视力衰退而转型写作，第一部成功的作品是小说《一位英国女人的情书》（An Englishwoman's Love-letters；1900）。随后，他写下剧作《伯利恒》（Bethlehem；1902），成为剧作家，一些作品在百老汇上演，但也有一些因不当描绘圣经人物和在世的皇室成员而遭禁演。
1936年他哥哥的A·E·劳伦斯去世，他成为其遗嘱执行人，并在接下来的两年里从他哥哥的手稿中挑选诗歌出版，但因各种编辑错误而遭到批评。
劳伦斯和他的妹妹克莱门斯于1909年2月在肯辛顿的家中创立了选举工作室（Suffrage Atelier），为女性參政權运动制作艺术宣传品，不但支持了选举权运动，也为抱有同等想法的女性提供了一个交流平台。

## 晚年
第一次世界大战后，劳伦斯和克莱门斯离开肯辛顿，搬到了他们之前在汉普郡阿什利村租的度假屋，一直住到1924年，然后搬到萨默塞特郡斯特里特，劳伦斯在那里度过了他生命中最后35年。